# Piper damiaoshanense
Piper damiaoshanense är en pepparväxtart som beskrevs av Y.C. Tseng. Piper damiaoshanense ingår i släktet Piper och familjen pepparväxter. Inga underarter finns listade i Catalogue of Life.